# Persan (Rebsorte)

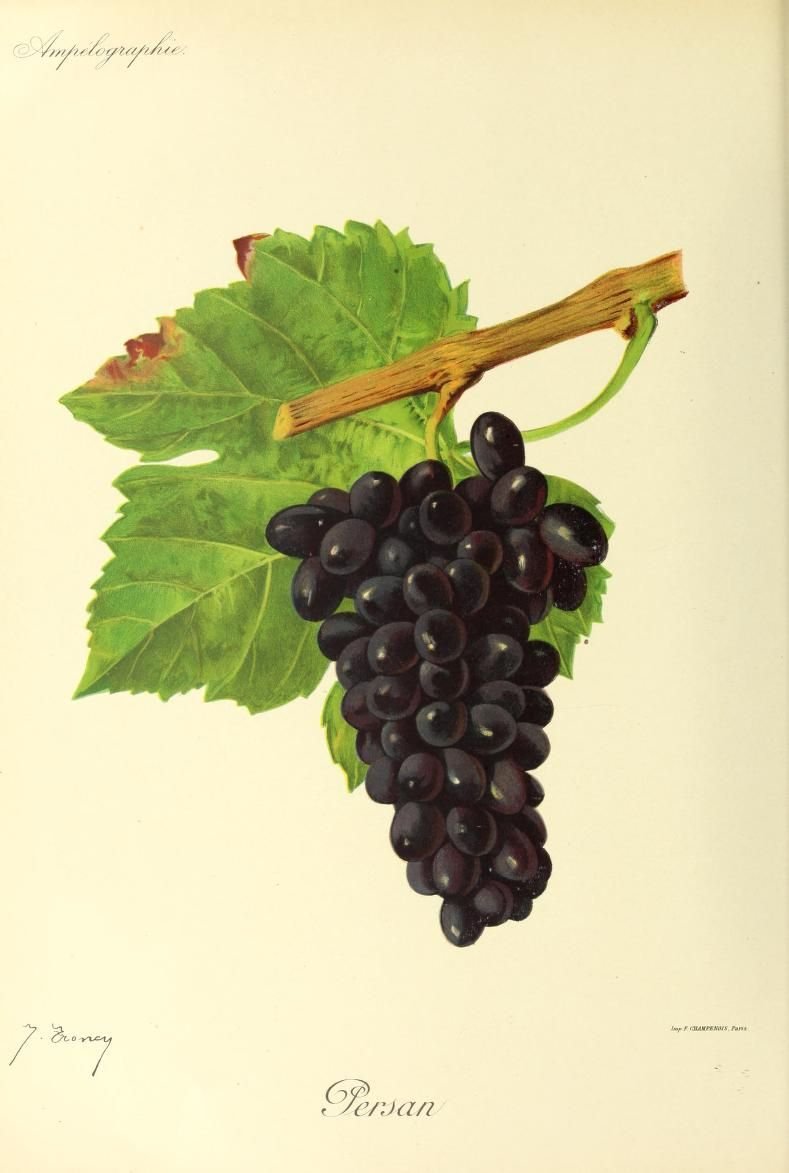
Persan aus Viala & Vermorel

Persan ist eine Rotweinsorte. Sie wird im französischen Weinbaugebiet Savoie angebaut. Zugelassen ist sie in den Départements Savoie und Isère. In der Appellation Vin de Savoie zählt sie zu den zugelassenen Nebensorten. Bei niedrigen Erträgen erhält man deutlich strukturierte Rotweine mit kräftigen Tanninen. Der Wein sollte nahezu 10 Jahre lagern, um sein volles Potential zu entwickeln. Persan war vor der Reblauskrise im 19. Jahrhundert eine wichtige Rebsorte, konnte jedoch später kaum mehr an die früheren Erfolge anschließen. Aufgrund des eigenwilligen Charakters der Weine und der Anfälligkeit gegen Rebkrankheiten sank die bestockte Rebfläche von fast 200 Hektar im Jahr 1958 auf nur noch 8 Hektar im Jahr 1988.
Siehe auch den Artikel Weinbau in Frankreich sowie die Liste von Rebsorten.

## Ampelographische Sortenmerkmale
In der Ampelographie wird der Habitus folgendermaßen beschrieben:
- Die Triebspitze ist offen. Sie ist weißwollig behaart mit einem rötlichen Anflug. Die gelbgrünen Jungblätter sind spinnwebig behaart.
- Die dunkelgrünen Blätter sind dreilappig (selten auch fünflappig) und schwach gebuchtet. Die Stielbucht ist Lyen-förmig offen. Das Blatt ist stumpf gezahnt. Die Zähne sind im Vergleich der Rebsorten mittelgroß. Die Blattoberfläche (auch Spreite genannt) ist feinblasig derb. Im Herbst verfärbt sich das Laub kräftig rot.
- Die walzenförmige Traube ist klein bis  mittelgroß und dichtbeerig. Die ausgeprägt länglichen Beeren sind klein und von violet-schwarzer Farbe. Das Aroma der wenig saftigen Beere ist recht neutral und leicht adstringierend.

Die Rebsorte reift ca. 20 Tage nach dem Gutedel und ist somit im internationalen Vergleich noch früh reifend. Da der Persan früh austreibt, sind die Triebspitzen stark spätfrostgefährdet. Gegenüber dem Echten und Falschen Mehltau ist sie mäßig resistent.

## Synonyme
Die Rebsorte Persan ist auch bekannt unter den Namen Aguyzelle, Aguzelle, Bâtarde, Bâtarde longue, Beccu, Becuette, Begu, Bucuet, Cul de Poule, Étraire, Étrière, Étris, Guzelle, Moirans, Persan Noir, Petit Becquet, Posse de Chèvre, Pousse de Chèvre, Presan, Pressan, Princens, Prinsan, Prinssens, Sérinne pointue, Siranèze pointue und Siranne pointue.